# Olympische Winterspiele 1964/Teilnehmer (Schweden)
| Gelbes Symbol für Goldmedaillen mit stilisierten Olympischen Ringen | Graues Symbol für Silbermedaillen mit stilisierten Olympischen Ringen | Braundes Symbol für Bronzemedaillen mit stilisierten Olympischen Ringen |
| ------------------------------------------------------------------- | --------------------------------------------------------------------- | ----------------------------------------------------------------------- |
| 3                                                                   | 3                                                                     | 1                                                                       |

Schweden nahm an den IX. Olympischen Winterspielen 1964 im österreichischen Innsbruck mit einer Delegation von 57 Athleten in acht Disziplinen teil, davon 49 Männer und 8 Frauen. Mit drei Gold- und drei Silbermedaillen, sowie einer Bronzemedaille, war Schweden die siebterfolgreichste Nation bei den Spielen. Fünf der sieben Medaillen wurden im Skilanglauf gewonnen.
Fahnenträger bei der Eröffnungsfeier war der Skilanglauf-Funktionär Carl-Gustav Briandt.

## Teilnehmer nach Sportarten

### Biathlon
- Sven-Olov Axelsson
20 km Einzel: 17. Platz (1:33:13,6 h)

- Sten Eriksson
20 km Einzel: 25. Platz (1:35:27,8 h)

- John Güttke
20 km Einzel: 9. Platz (1:28:02,4 h)

- Sture Ohlin
20 km Einzel: 12. Platz (1:29:46,0 h)

### Bob
Männer, Zweier
- Kjell Lutteman, Heino Freyberg (SWE-1)
12. Platz (4:28,93 min)

- Jan-Erik Åkerström, Carl-Erik Eriksson (SWE-2)
dritter Lauf nicht beendet

Männer, Vierer
- Kjell Holmström, Walter Aronson, Kjell Lutteman, Carl-Erik Eriksson (SWE-1)
11. Platz (4:19,24 min)

### Eishockey
Männer
| - Kjell Svensson - Lennart Häggroth - Gert Blomé - Nils Johansson - Roland Stoltz - Bert-Ola Nordlander - Nils Nilsson - Ronald Pettersson - Lars-Eric Lundvall | - Eilert Määttä - Anders Andersson - Ulf Sterner - Carl-Göran Öberg - Sven Tumba - Uno Öhrlund - Hans Mild - Lennart Johansson |

- Silber

### Eiskunstlauf
Frauen
- Ann Margret Frei-Käck
21. Platz (1661,1)

### Eisschnelllauf
Männer
- Heike Hedlund
500 m: 7. Platz (41,0 s)

- Manne Lavås
500 m: 29. Platz (42,7 s)
1500 m: 24. Platz (2:16,2 min)

- Björn Lekman
500 m: 22. Platz (42,1 s)

- Bo Ollander
500 m: 27. Platz (42,6 s)
1500 m: 28. Platz (2:17,1 min)

- Ivar Nilsson
1500 m: 19. Platz (2:15,6 min)
5000 m: 7. Platz (7:49,0 min)
10.000 m: 10. Platz (16:40,3 min)

- Örjan Sandler
1500 m: 18. Platz (2:15,4 min)
5000 m: 19. Platz (8:05,3 min)
10.000 m: 17. Platz (16:56,9 min)

- Jonny Nilsson
5000 m: 6. Platz (7:48,4 min)
10.000 m: Gold  (15:50,1 min)

Frauen
- Inger Eriksson
500 m: 9. Platz (47,3 s)
1000 m: 9. Platz (1:37,8 min)
1500 m: 12. Platz (2:32,0 min)
3000 m: 14. Platz (5:32,6 min)

- Gunilla Jacobsson
500 m: 6. Platz (46,5 s)
1000 m: 6. Platz (1:36,5 min)
1500 m: 11. Platz (2:31,9 min)
3000 m: 15. Platz (5:39,2 min)

- Christina Scherling
500 m: 11. Platz (47,8 s)
1000 m: 14. Platz (1:39,5 min)
1500 m: 6. Platz (2:29,4 min)
3000 m: 9. Platz (5:27,6 min)

### Ski Alpin
Männer
- Bengt-Erik Grahn
Abfahrt: 31. Platz (2:29,29 min)
Riesenslalom: disqualifiziert
Slalom: im Finale disqualifiziert

- Rune Lindström
Abfahrt: Rennen nicht beendet
Riesenslalom: 24. Platz (1:57,06 min)
Slalom: 26. Platz (2:22,68 min)

- Lars Olsson
Abfahrt: Rennen nicht beendet
Slalom: im Finale disqualifiziert

- Olle Rolén
Abfahrt: 37. Platz (2:31,14 min)
Riesenslalom: 30. Platz (2:00,01 min)
Slalom: 28. Platz (2:23,08 min)

### Skilanglauf
Männer
- Karl-Åke Asph
4 × 10 km Staffel: Gold  (2:18:34,6 h)

- Sixten Jernberg
15 km: Bronze  (51:42,2 min)
30 km: 5. Platz (1:32:39,6 h)
50 km: Gold  (2:43:52,6 h)
4 × 10 km Staffel: Gold  (2:18:34,6 h)

- Lars Olsson
15 km: 16. Platz (52:57,9 min)

- Melcher Risberg
50 km: 10. Platz (2:48:03,0 h)

- Assar Rönnlund
15 km: 13. Platz (52:35,5 min)
30 km: 7. Platz (1:32:43,6 h)
50 km: Silber  (2:44:58,2 h)
4 × 10 km Staffel: Gold  (2:18:34,6 h)

- Torsten Samuelsson
30 km: 9. Platz (1:33:07,8 h)

- Janne Stefansson
15 km: 5. Platz (51:46,4 min)
30 km: 4. Platz (1:32:34,8 h)
50 km: 4. Platz (2:45:36,6 h)
4 × 10 km Staffel: Gold  (2:18:34,6 h)

Frauen
- Gun Ädel
5 km: 32. Platz (26:09,0 min)
10 km: 17. Platz (44:18,9 min)

- Toini Gustafsson
5 km: 6. Platz (18:25,7 min)
10 km: 8. Platz (41:41,1 min)
3 × 5 km Staffel: Silber  (1:01:27,0 h)

- Barbro Martinsson
5 km: 7. Platz (18:26,4 min)
10 km: 11. Platz (42:36,1 min)
3 × 5 km Staffel: Silber  (1:01:27,0 h)

- Britt Strandberg
5 km: 11. Platz (19:07,5 min)
10 km: 4. Platz (40:54,0 min)
3 × 5 km Staffel: Silber  (1:01:27,0 h)

### Skispringen
- Kurt Elimä
Normalschanze: 7. Platz (208,9)
Großschanze: 29. Platz (195,3)

- Holger Karlsson
Normalschanze: 35. Platz (193,8)
Großschanze: 52. Platz (151,1)

- Olle Martinsson
Normalschanze: 32. Platz (194,8)
Großschanze: 32. Platz (193,5)

- Kjell Sjöberg
Normalschanze: 33. Platz (194,6)
Großschanze: 5. Platz (214,4)